# Маунт Кармел (Илиноис)
Маунт Кармел (енгл. Mount Carmel) град је у америчкој савезној држави Илиноис. По попису становништва из 2010. у њему је живело 7.284 становника.

## Демографија
Према попису становништва из 2010. у граду је живело 7.284 становника, што је 698 (8,7%) становника мање него 2000. године.
| Група             | 2000.         | 2010.         |
| Белци             | 7.756 (97,2%) | 6.941 (95,3%) |
| Афроамериканци    | 38 (0,5%)     | 65 (0,9%)     |
| Азијати           | 41 (0,5%)     | 58 (0,8%)     |
| Хиспаноамериканци | 69 (0,9%)     | 129 (1,8%)    |
| Укупно            | 7.982         | 7.284         |